# پرفشار قطبی
پرفشار قطبی (انگلیسی: Polar High) در هواشناسی به مناطق دارای فشار اتمسفری بالا گفته می‌شود که گاهی شبیه به واچرخندهای پیرامون قطب شمال و قطب جنوب هستند و از میان این دو، پرفشار قطبی جنوب قوی‌تر است، زیرا زمین به‌طور موثرتر از دریا گرما را به دست می‌آورد و از دست می‌دهد و مقدار خشکی‌ها در مناطق قطبی شمال زمین، بسیار کمتر از مناطق قطبی جنوب است. دمای سرد در مناطق قطبی زمین باعث فرونشینی هوا و ایجاد مرکز پرفشار می‌شود؛ همان‌طور که از سوی دیگر، دمای گرم اطراف استوا باعث صعود هوا و ایجاد منطقه کم‌فشار همگرایی درون‌حارّه‌ای می‌شود. بالا آمدن هوا همچنین در امتداد نوارهای کم‌فشار واقع در عرض‌های جغرافیایی زیر پرفشارهای قطبی در اطراف مدارهای ۵۰ درجه رخ می‌دهد. این مناطق همگرایی برون‌حارّه‌ای توسط جبهه‌های قطبی اشغال شده‌اند، جایی که  توده‌های هوا با منشأ قطبی در یک جبهه ایستا با هم برخورد می‌کنند و با منشأ حارّه‌ای یا جنب‌حارّه‌ای برخورد می‌کنند. این همگرایی هوای در حال صعود، چرخه عمودی پیرامون سلول قطبی را در هر ناحیه قطبی نیم‌کره‌های عرضی زمین کامل می‌کند. تاوه قطبی که یک دایره چرخشی کم فشار از هوای سرد در اطراف قطب‌ها است، ارتباط نزدیکی با این مفهوم دارد.
دمای سطح در مناطق زیر پرفشار قطبی یکی از سردترین دماهای زمین است، به‌طوری که هیچ ماهی دمای متوسط بالاتر از نقطه انجماد ندارد. نواحی زیر نفوذ پرفشار قطبی همچنین مقدار بارندگی بسیار کمی را تجربه می‌کنند که باعث می‌شود آنها را به عنوان «بیابان‌های قطبی» بشناسند.
هوا از قطب‌ها به سمت بیرون جریان می‌یابد و شرق‌وزان قطبی را در مناطق شمالگان و جنوبگان ایجاد می‌کند.